# Бухгольц, Отто Иванович
О́тто Ива́нович Бухгольц или О́тто Буххольц (нем. Otto Buchholz; 1770, Ревель, Российская империя — 14 мая 1831) — генерал-майор Российской императорской армии, полковой и дивизионный командир во время Отечественной войны 1812 года.

## Биография
Из дворян Эстляндской губернии. 
В 1784 году начал военную службу в Нашебургском пехотном полку в качестве сержанта. 24 июня 1788 года получил чин прапорщика и был зачислен во 2-й канонирский полк. В 1787—1791 участвовал в войне с Османской империей, в частности в штурме Очакова. Затем сражался с польскими войсками в ходе русско-польской войны 1792 года и кампании 1794 года. В 1797 году Отто Бухгольц был переведён в 10-й артиллерийский батальон. 4 ноября 1799 года он получил чин полковника.
В 1804—1806 гг. с эскадрой адмирала Д. Н. Сенявина участвовал в боях против Франции и Османской империи в Средиземном море, и в экспедиции генерала Б. П. Ласси в Южную Италию. В 1806—1808 годах командовал 13-й артиллерийской бригадой. 16 марта 1808 года получил чин генерал-майора. 31 марта 1808 года назначен начальником Киевского артиллерийского гарнизона и Полоцкого запасного артиллерийского парка. 
В 1812 году был назначен командовать артиллерией 1-й Западной армии. В том же году был два раза ранен в битве под Смоленском. В битве при Бородино возглавлял артиллерию 7-го пехотного корпуса, а затем — артиллерию 1-й Западной армии. После объединения 1-й и 2-й Западных армий занял должность помощника начальника артиллерии Главной армии. За участие в Тарутинском бою, где командовал артиллерией правого фланга, награжден Золотой шпагой «За храбрость» с алмазами. Также участвовал в сражении под Красным и в преследовании неприятеля до Вильно. 
В ходе кампании 1813 года отличился в сражениях под Лютценом, Бауценом и Кульмом, за что награжден орденом Св. Анны 1-й ст. 
С 25 августа 1813 года находился в Варшаве и командовал всей резервной артиллерией. После окончания войны стал начальником артиллерии 6-го пехотного корпуса, а затем — артиллерией 2-й армии. 26 ноября 1816 награжден орденом Св. Георгия 4-й ст.
В 1817 года уволен «за болезнью». В 1819 году подал прошение о продолжении службы, получил отказ.
Умер в 1831 году.